# Temnocalyx
Temnocalyx là một chi thực vật thuộc họ Rubiaceae. Chi này có các loài sau (tuy nhiên danh sách này có thể chưa đủ):
- Temnocalyx nodulosus, Robyns